# Рабыня Изаура (роман)
«Рабы́ня Иза́ура» (порт. A Escrava Isaura) — роман бразильского писателя Бернарду Гимарайнша. Роман написан в 1875 году в в бразильской сентиментальной традиции «плач сердца». На русском языке роман впервые был опубликован в 1990 году в переводе Константина Владимировича Комкова издательством "Прометей" МГПИ им. В.И. Ленина (тираж 300 000 экземпляров). Спустя год этот же перевод с некоторыми  правками был переиздан издательством СП "Культурный центр "На Большой Полянке" с послесловием переводчика (тираж 100 000 экземпляров). Затем в 1991 году появился перевод А.Травина и А.Ежина ( издательство "Петергоф" Ленинградский филиал СП "Кроонпресс", а также Е. Горбань и Дины Рувимовны Коган. В 2013 году издательство Мир Книги Ритейл выпустило перевод К.В. Комкова с предисловием переводчика тиражом 17 000 экземпляров.
Положительной героиней была честная, несчастная и угнетённая девушка, дочь португальца и мулатки, а злодеем — «благородный» сеньор, джентльмен, фазендейро — богатый владелец сахарной плантации. Гимарайнш клеймил позором рабство, которое было отменено в Бразилии лишь спустя 13 лет — в 1888 году, уже после смерти Гимарайнша.
В 1976 году по мотивам романа был снят одноимённый телевизионный сериал. В конце 1988 - начале 1989 г. по Центральному телевидению Гостелерадио СССР демонстрировалась экспортная версия (30 серий) «Рабыни Изауры», перемонтированная в более привычный формат - получилось 15 сорокапятиминутных серий. Переводчиком был К.В. Комков.